# 上营乡 (临洮县)
上营乡，是中华人民共和国甘肃省定西市临洮县下辖的一个乡镇级行政单位。

## 行政区划
上营乡下辖以下地区：
赵家台村、上窑坡村、下营村、上营村、瓦窑滩村、邓昌村、包家山村、好水村、刘家下头村、漫坪村、漆家沟村和黎明村。